# Iluminación de tres puntos

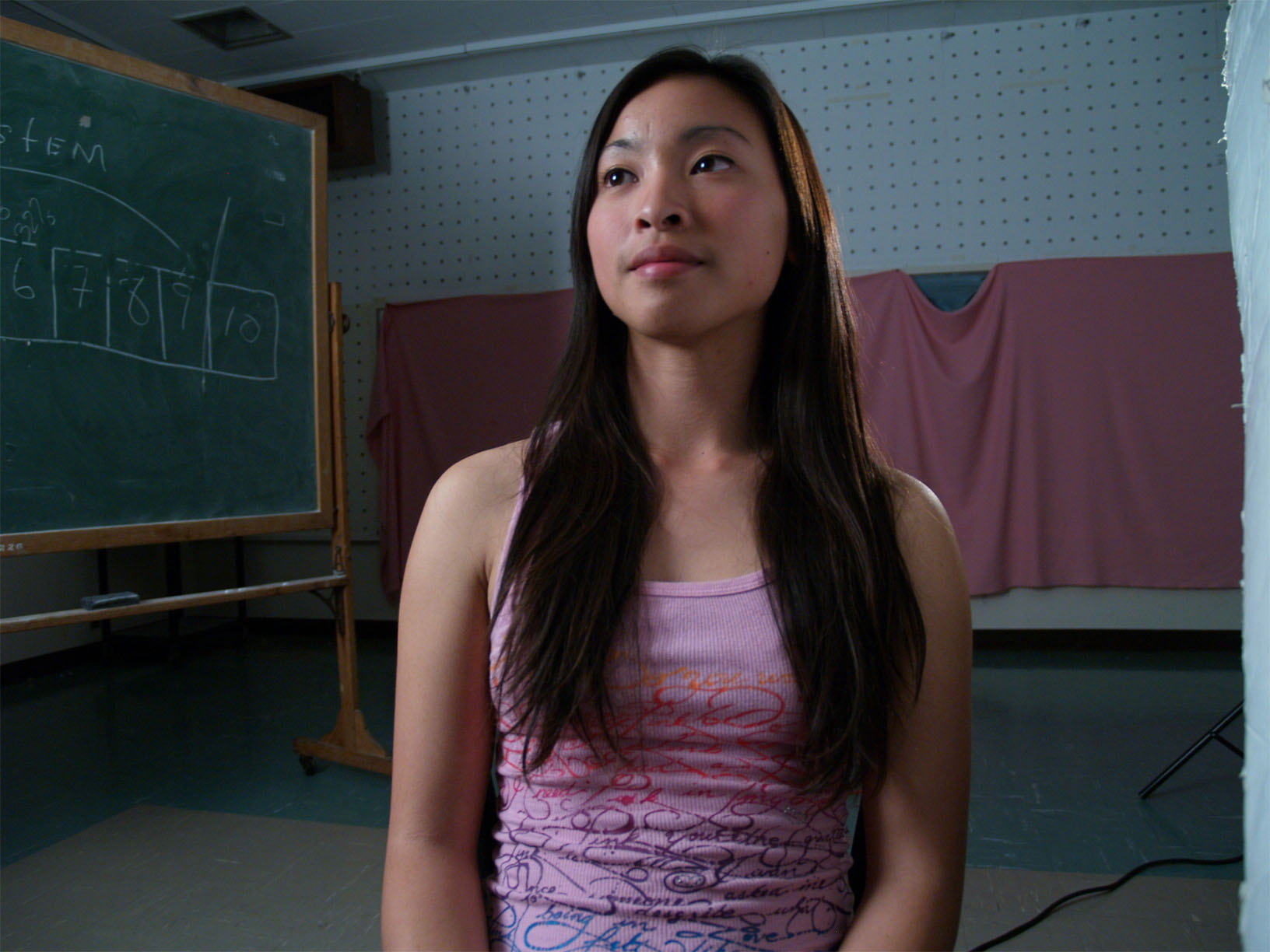
Un retrato hecho con una iluminación a tres puntos.

La iluminación a tres puntos es una técnica de iluminación básica empleada en vídeos, filmes, fotografías e imágenes creadas por ordenador para los personajes que no se encuentran en movimiento. Este es un sistema muy versátil y que supone la base para la mayoría de conocimientos sobre iluminación en fotografías de estudio.

## Tipos de luces
Esta técnica utiliza 3 focos de luz: la principal se llama luz clave, siendo las otras la luz de relleno y el contraluz. aquí los ejemplos 

Típico esquema de iluminación a tres puntos.

- Luz clave: conocida en inglés como key light. Esta es la luz principal, normalmente es la luz más fuerte y la que tiene más influencia en el aspecto de la escena. En términos de calidad, debe situarse aproximadamente en un término medio entre luz dura y luz difusa. En estudio, se utiliza generalmente un Fresnel. En la fórmula de las tres luces, debe situarse formando un ángulo entre 30 y 45 grados con el eje que forman la cámara y el sujeto, bien a la derecha o bien a la izquierda de la cámara. Un ángulo de 45 grados es lo que produce una mayor modelaje y resalta mejor las texturas del sujeto.
- Luz de relleno: conocida en inglés como fill light. La luz principal utilizada sola produce sombras duras que pueden distraer la atención. La luz de relleno se usa para suavizar estas sombras, sin eliminarlas completamente. La luz de relleno es una fuente de luz difusa. Se coloca formando unos 90 grados con el eje que forman la luz principal con el sujeto. Lo más seguro es colocarla formando un ángulo de unos 45 grados con el eje de la cámara. La luz de relleno bien ubicada produce una transición gradual de las áreas iluminadas a las zonas de sombra, produciendo una mejor percepción de tridimensionalidad.
- Contraluz: conocida en inglés como back light. La función de esta luz es separar al sujeto del fondo, creando un sutil borde de luz alrededor del sujeto. El contraluz debe colocarse justamente detrás del sujeto con relación a la cámara. Se debería poder trazar una línea recta ficticia que partiendo del objetivo de la cámara, pasara por el sujeto y llegara hasta la luz de contraluz. Si esta luz está demasiado desviada hacia uno de los lados, proyectará mucha luz sobre ese lado, dejando el otro oscuro.

## Iluminación a cuatro puntos

Típico esquema de iluminación a cuatro puntos.

Existe otra técnica, denominada de iluminación a cuatro puntos, que además de las luces mencionadas anteriormente usa la luz de fondo:
- Luz de fondo: También conocida como background light. Ilumina los fondos y añade profundidad y separación entre los elementos de la escena. Se puede utilizar cualquier tipo de luz con este fin, siempre que proporcione una iluminación uniforme del fondo, no afecte al sujeto principal y posea la intensidad adecuada. Si el fondo tiene detalle o textura, esta fuente de luz se sitúa al mismo lado que la principal, para mantener la consistencia en la dirección de la luz.

- Datos: Q866494